# Crepidinae
Sous-tribu
Classification APG IV (2016)
Les Crepidinae sont une sous-tribu de plantes dicotylédones de la famille des Asteraceae.

## Liste des genres
Selon NCBI (3 nov. 2010) :
- genre Askellia
- genre Crepidiastrixeris
- genre Crepidiastrum
- genre Crepis
- genre Garhadiolus
- genre Heteracia
- genre Ixeridium
- genre Ixeris
- genre Lapsana
- genre Paraixeris
- genre Rhagadiolus
- genre Soroseris
- genre Taraxacum
- genre Youngia